# Minor C. Keith
Minor Cooper Keith (Brooklyn, 19 gennaio 1848 – West Islip, 14 giugno 1929) è stato un imprenditore statunitense.
Iniziò la sua attività imprenditoriale ad alto livello nel 1871, partecipando alla costruzione di una ferrovia sul versante caraibico della Costa Rica. Il principale prodotto costaricano, il caffè, veniva allora imbarcato nei porti sull'oceano Pacifico, mentre il mercato di destinazione era l'Europa e, non essendo ancora stato realizzato il canale di Panama, il governo costaricano considerava questa ferrovia una infrastruttura indispensabile. L'ambiente attraversato dal tracciato ferroviario era molto ostile, tanto che oltre 400 persone, tra cui tre fratelli dello stesso Minor C. Keith, morirono durante la realizzazione dei primi 40 km.
Nel 1882 il governo costaricano non fu più in grado di pagare Keith, il quale trovò propri finanziatori e ricevette dal governo circa 3200 km² di terreno adiacente alla ferrovia e una concessione sulla stessa per 99 anni. La ferrovia fu completata nel 1890, rivelandosi però economicamente insufficiente per risanare il debito accumulato. Keith decise quindi di usare i terreni costaricani per la coltivazione di banane, che andava sperimentando già dal 1873, e creò una linea di navi a vapore per il trasporto da Limón a New Orleans.
In seguito estese la coltivazione delle banane in Colombia e a Panama. Nel 1899 fuse la sua attività con quella di Andrew Preston, dando vita alla United Fruit Company della quale divenne vicepresidente.